# Carrión de Calatrava
Carrión de Calatrava – gmina w Hiszpanii, w prowincji Ciudad Real, w Kastylii-La Mancha, o powierzchni 95,77 km². W 2011 roku gmina liczyła 3021 mieszkańców.